# لوک و گردن‌کلفت‌های روستایی
لوک و گردن‌کلفت‌های روستایی (انگلیسی: Luke and the Rural Roughnecks) یک فیلم کمدی صامت کوتاه به کارگردانی هال روچ است که در سال ۱۹۱۶ منتشر شد. از بازیگران این فیلم می‌توان به هارولد لوید، اسناب پالرد و ببه دنیلز اشاره کرد.